# Wapen van Noordbergum

Wapen van Noordbergum

Het wapen van Noordbergum is het dorpswapen van het Nederlandse dorp Noordbergum, in de Friese gemeente Tietjerksteradeel. Het wapen werd in 1984 geregistreerd.

## Beschrijving
De officiële blazoenering luidt in het Fries als volgt:
op keperswize trochsnien: 1. yn read in rinnende liuw, derby rjochtsûnder in ekkel en loftsûnder in klaverblêd, alles fan goud; 2. yn grien twa weagjende banen fan sulver.
De Nederlandse vertaling luidt als volgt:
op keperswijze doorsneden: 1. in rood een gaande leeuw, daarbij rechtsonder een eikel en linksonder een klaverblad, alles van goud; 2. in groen twee golvende banen van zilver.
De heraldische kleuren zijn: keel (rood), goud (goud), sinopel (groen) en zilver (zilver).

## Symboliek
- Rood veld: staat voor de heide die in de omgeving van het dorp aanwezig was.[2]
- Gaande leeuw: overgenomen uit het wapen van Friesland. Zo stond een deel van de heide bekend als de Stateheide.[2]
- Eikel: ontleend aan het wapen van de familie Ypey. Professor Nicolaas Ypey was betrokken bij de vervening van het gebied rond het dorp. [2] Zo is er in Noordbergum ook een Dokter Ypeylaan. Tevens is de eikel een symbool voor een goede gesteldheid van de bodem.[2]
- Klaverblad: eveneens overgenomen van het wapen van de familie Ypey. Ook het klaverblad geeft aan dat het dorp een geschikte bodem heeft.[2]
- Groen veld: duidt op de cultuurgrond die de heide verdreven heeft.[2]
- Golvende zilveren balken: verwijzen naar het plaatselijke pompstation Jhr. E.C. Storm van 's Gravesande, het grootste pompstation van Friesland.[2]

Wapen van Friesland

## Zie ook

Vlag van Noordbergum